# Betty Smidth
Betzy (Betty) Christiane Smidth, född Christensen 5 mars 1819, död 31 januari 1892, var en dansk skådespelare. 
Hon föddes i Danmark som dotter till en sergeant vid Artilleriet Christensen.  Hon framträdde vid Musikkonservatoriets Aftenunderholdning den 24 mars 1833 och debuterade den 5 april 1836 på Kungliga teatern i Köpenhamn som Catharine i Lestocq. 
Smidth var från 1837 till 1850 aktiv i Kristiania i Norge, där hon blev en ledande scenartist. Hon beskrivs "en af de kvikkeste og smukkeste Soubretter" (E. Bøgh). Våren 1843 övertog Smidth rollen som Angela i Den sorte Domino efter Augusta Schrumpf och blev hennes efterträdare som osloteaterns primadonna.  
Hon lämnade Kristiania 1850 och engagerades efter ett misslyckat försök i Köpenhamn vid M. V. Bruns Provinsselskab 1852-55. Hon engagerades slutligen 1855 vid Kasinoteatern och därefter vid Folketheatret i Köpenhamn, där hon hade en framgångsrik karriär fram till 1884. Hon uppträdde 1868-69 och 1873-75 i Norge.  